# Miye Oni
Olumiye "Miye" Oni (ur. 4 sierpnia 1997 w Los Angeles) – amerykański koszykarz, występujący na pozycji rzucającego obrońcy lub niskiego skrzydłowego, posiadający także nigeryjskie obywatelstwo.
W 2019 reprezentował Utah Jazz podczas rozgrywek letniej ligi NBA w Las Vegas i Salt Lake City.
4 stycznia 2022 trafił w wyniku wymiany do Oklahoma City Thunder. 7 stycznia 2021 opuścił klub. 4 lutego 2022 zawarł 10-dniową umowę z New Orleans Pelicans.

## Osiągnięcia
Stan na 20 października 2023, na podstawie, o ile nie zaznaczono inaczej.
NCAA
- Uczestnik turnieju NCAA (2019)
- Mistrz:
  - turnieju Ivy League (2019)
  - sezonu regularnego Ivy League (2019)
- Koszykarz roku Ivy League (2019)
- Zaliczony do:
  - I składu:
    - Ivy League (2018, 2019)
    - turnieju Ivy League (2019)

  - II składu Ivy League (2017)
  - składu honorable mention All-American (2019 przez Associated Press)
- Zawodnik tygodnia Ivy League (1.01.2018, 12.02.2018, 26.02.2018, 11.02.2019, 3.12.2018)